# (19775) Medmondson
(19775) Medmondson (2000 PY) – planetoida z pasa głównego asteroid okrążająca Słońce w ciągu 3,54 lat w średniej odległości 2,32 j.a. Odkryta 1 sierpnia 2000 roku.